# Hernán Iribarren
Pour les articles homonymes, voir Iribarren.
Hernán Alcides Iribarren (né le 29 juin 1984 à Barquisimeto, Lara, Venezuela) est un joueur de champ intérieur au baseball. Il joue dans les Ligues majeures pour les Rockies du Colorado.

## Carrière
Hernán Iribarren signe avec les Brewers de Milwaukee en 2002 et passe près de huit ans dans cette organisation, jouant en ligues mineures pendant de nombreuses années avant de finalement atteindre le niveau majeur en 2008, à l'âge de 23 ans. Il apparaît pour la première fois dans un match des majeures le 12 avril 2008 alors qu'il s'amène comme frappeur suppléant face aux Mets de New York et réussit son premier coup sûr en carrière, frappé aux dépens du lanceur Carlos Muniz.
Au cours des saisons 2008 et 2009, il joue quelques parties pour les Brewers, apparaissant habituellement dans le rôle de frappeur suppléant. Dans un total de 24 parties pour Milwaukee, il a frappé dans une moyenne au bâton de ,185 (5 coups sûrs en 27) avec trois doubles, deux points produits et deux points marqués.
En mars 2010, Hernán Iribarren est soumis au ballottage et est réclamé par les Rangers du Texas. Il devient agent libre en novembre, sans avoir porté les couleurs des Rangers.
Il est invité à l'entraînement de printemps des Rockies du Colorado en 2011.